# Bartolomé Carranza
Bartolomé Carranza OP (ur. w 1503 w Miranda de Arga, zm. 2 maja 1576 w Rzymie) – hiszpański duchowny rzymskokatolicki, arcybiskup Toledo w latach 1557–1576.

## Życiorys
Urodził się w 1503 roku w Miranda de Agra. W 1520 roku wstąpił do zakonu dominikanów, a następnie studiował filozofię i teologię w Salamance. Dzięki znajomości nauk, został cenzorem w hiszpańskiej inkwizycji, a w 1539 roku udał się na zgromadzenie ogólne zakonu do Rzymu. Rok później Karol V Habsburg, zaproponował mu biskupstwo Cuzco, jednak Carranza odmówił. W 1545 roku cesarz wysłał go jako reprezentanta na sobór trydencki. Podczas obrad wyraził przekonanie o konieczności reformy kościelnej i sprzeciwiał się zarządzaniu diecezjami z dala od ich siedzib, poprzez wikariuszów apostolskich, toteż w 1549 roku odmówił biskupstwa Wysp Kanaryjskich. Już wówczas opublikował dwie prace, które miały istotny wpływ na późniejsze oskarżenia: „Summa conciliorum” i „Quattuor controversiae”.
Następnie powrócił do Hiszpanii, gdzie został przeorem, a potem prowincjałem w Palencii. Pełnił także rolę jałmużnika księcia Filipa II i został przez niego oddelegowany do Anglii, gdzie przyszła żona Filipa, Maria I Tudor, usiłowała dokonać rekatolicyzacji. Ściśle współpracował z kardynałem Pole’em, jednak w 1557 roku wyjechał do Flandrii. Z rekomendacji króla, został mianowany arcybiskupem Toledo i prymasem Hiszpanii. 10 grudnia 1557 roku nominacja została potwierdzona, a 27 lutego następnego roku Carranza przyjął sakrę.
W następnym roku udał się do Cuacos de Yuste, gdzie umierał Karol V. Po jego śmierci, rozeszła się fałszywa plotka, jakoby Carranza miał przedstawiać mu heretyckie poglądy, przez co cesarz miał umrzeć nie będąc katolikiem. Skłoniło to inkwizycję do podjęcia przeciw niemu działań. Jeszcze w tym samym roku ukazało się jego dzieło „Comentarios sobre el catechismo christiano”, które przywróciło zarzuty o sprzyjanie luteranizmowi, które sformułował biskup Melchor Cano. Po zebraniu dowodów, do oskarżycieli dołączył także Domingo de Soto, natomiast 7 stycznia 1559 roku Paweł IV wydał brewe, upoważniające wielkiego inkwizytora Fernando de Valdésa do zbadania spraw wszystkich hiszpańskich biskupów, pod kątem szerzenia protestantyzmu. 22 sierpnia 1559 roku Carranza został aresztowany pod zarzutem nakłaniania do czytania Biblii przez osoby świeckie i propagowania pisania prac teologicznych w języku ojczystym.
Pius IV kilkakrotnie zwracał się z prośbą do Filipa II, by proces arcybiskupa przenieść do Rzymu. Inkwizycja hiszpańska w 1564 roku zakończyła dochodzenie i wówczas król zaproponował, by wyrok wydali sędziowie wybrani przez papieża. Pius IV zaakceptował tę propozycję i nominował Uga Boncompagniego, Giambattistę Castagnę, Ippolita Aldobrandiniego i Felice’a Perettiego. Jednakże po przybyciu do Hiszpanii, nie mogli oni obradować niezależnie od inkwizycji, toteż nie udało się wydać wyroku. W 1567 roku Pius V zażądał przesłania dokumentów do Kurii i przewiezienia więźnia do Rzymu. Carranza dotarł do Italii 24 maja i został osadzony w Zamku Świętego Anioła. Proces rzymski trwał prawie dziewięć lat i wyrok zapadł dopiero 14 kwietnia 1576 roku, za pontyfikatu Grzegorza XIII. Po osiemnastu latach w więzieniu, arcybiskup został uniewinniony od zarzutu herezji, jednak nakazano mu odrzucenie szesnastu tez luterańskich i zakazano mu wstępu do jego diecezji na okres pięciu lat. W tym czasie miał zamieszkiwać w rzymskim klasztorze dominikańskim. Zmarł tamże 18 dni po ogłoszeniu wyroku.